# Nick Fury
Nick Fury è un personaggio dei fumetti statunitensi pubblicati da Marvel Comics. Creato da Stan Lee (testi) e Jack Kirby (disegni), esordì a maggio 1963 nel primo numero della serie a fumetti Sgt. Fury and his Howling Commandos (vol. 1).
Il personaggio è un agente segreto ed eroe dell'esercito statunitense; esordisce come capo di un commando reduce della seconda guerra mondiale per poi divenire un agente della CIA per poi passare allo S.H.I.E.L.D., un'agenzia di spionaggio governativa del quale diventerà agente di punta e, successivamente, direttore.
Nonostante la sua popolarità, le serie a lui dedicate hanno avuto breve durata negli anni sessanta e, da allora, il personaggio ha avuto poche serie dedicate, comparendo comunque come personaggio comprimario in altre serie di altri personaggi dell'universo Marvel come capo dello S.H.I.E.L.D. e intermediario tra il governo degli Stati Uniti e i vari supereroi.
Dal 2012 il suo ruolo nell'universo Marvel è stato assunto dal figlio Nick Fury Jr., ispirato alla versione Ultimate ed alla controparte cinematografica del personaggio.
Il sito web IGN ha inserito Nick Fury alla 33ª posizione nella classifica dei cento maggiori eroi della storia dei fumetti, dopo Tim Drake e prima di Jesse Custer.

## Biografia del personaggio

### Primi anni
Nato tra la fine degli anni dieci e la metà degli anni venti nel quartiere di New York noto come Hell's Kitchen, Nicholas Joseph Fury è il maggiore dei tre figli dell'aviatore Royal Flying Corps pluridecorato della prima guerra mondiale Jack Fury e di sua moglie Katherine, morta quando i figli erano ancora molto piccoli. Successivamente Nick e i suoi fratelli, Jake e Dawn, rimangono orfani anche di padre e a crescerli nel delicato clima della grande depressione è dunque l'innominata matrigna.
Da ragazzo, Nick diviene un pugile amatoriale, abilità utile in un quartiere difficile, e impara ad usare le armi da fuoco nella lega atletica della polizia. Anni dopo, lui e il suo migliore amico, Red Hargrove, abbandonano il quartiere per inseguire i loro sogni di avventura, dedicandosi a spericolate esibizioni aeree al limite dell'impossibile che finiscono per attirare l'attenzione del tenente "Happy Sam" Sawyer, che li arruola per una missione speciale nei Paesi Bassi esortandoli poi a unirsi all'esercito degli Stati Uniti.
Il 7 dicembre 1941, Fury e Red sono di stanza a Schofield Barracks quando la Marina imperiale giapponese attacca Pearl Harbor e, sebbene il primo riesca a sopravvivere, Red è invece tra i molti soldati uccisi nel bombardamento.

### Howling Commandos
"Happy Sam" Sawyer, ora capitano, promuove dunque Fury sergente e gli assegna il comando di una squadra d'élite, la First Attack Squad, soprannominata "Howling Commandos"; cui vengono assegnate le missioni più pericolose del teatro europeo. I membri del gruppo sono: il caporale Timothy Aloysius Cadwallader "Dum Dum" Dugan, il soldato Gabriel "Gabe" Jones (primo nero a servire in un'unità di bianchi), il soldato Robert "Rebel" Ralston, il soldato Dino Manelli, il soldato Eric Koenig (disertore tedesco), il soldato Izzy Cohen (primo eroe ebreo dei fumetti) e il soldato Percival "Pinky" Pinkerton (sostituto del soldato Jonathan "Junior" Juniper, morto in missione).
Nel corso delle sue avventure con gli Howling Commandos, Fury ha affrontato minacce come il Teschio Rosso, il Barone Strucker, il primo Barone Zemo e vari altri criminali dell'Asse. Combattono anche al fianco di Capitan America e Bucky, dei quali diviene un grande amico. Si innamora inoltre di una contessa britannica che presta servizio come infermiera per gli Alleati, Pamela Hawley, che però viene uccisa in un bombardamento prima che Fury possa chiederle di sposarlo.
Durante un'azione inoltre, l'esplosione di una granata a pochi centimetri dal volto gli provoca dei danni dapprima irrisori che, nel tempo, lo portano però a perdere il 95% della vista all'occhio sinistro facendo sì che inizi ad indossare la caratteristica benda nera.

### CIA
Al termine della guerra in Europa, l'uomo viene gravemente ferito da una mina inesplosa in Francia e in suo soccorso accorre il professor Berthold Sternberg che, trovatolo, decide di usarlo come cavia per testare la sua Infinity Formula farmaco capace, sulla carta, di guarire qualsiasi ferita e che, apparentemente, funziona.
Fatto ritorno in patria Nick Fury inizia a lavorare come agente dell'Office of Strategic Services (OSS) (servizio segreto precursore della CIA), raccogliendo informazioni di intelligence in Corea. Dopo sei mesi di servizio, però, apprende le conseguenze dell'opera di Sternberg nel salvargli la vita: la Infinity Formula ritarda il suo invecchiamento, e se lui non dovesse ricevere una dose annuale del farmaco invecchierebbe rapidamente fino a morire. Il professore inizia quindi a estorcere grosse somme di denaro a Fury in cambio del siero. Tale ricatto si protrae dal 1946 al 1976 prima che Fury vi ponga fine in maniera imprecisata.
Dopo la fondazione della CIA, Fury continua ad operare come loro agente segreto prendendo parte come copertura alla guerra di Corea assieme ad alcuni ex-Howling Commandos e venendo promosso a colonnello per i suoi meriti sul campo di battaglia. In seguito raccomanda all'agenzia il reclutamento di Richard e Mary Parker (futuri genitori di Peter Parker) e, divenuto uno dei migliori agenti della CIA, inizia ad essere usato come collegamento tra il governo e i vari gruppi di personaggi dotati di superpoteri che iniziano a comparire negli anni sessanta, a cominciare dai Fantastici Quattro.

### S.H.I.E.L.D.
In piena guerra fredda, Fury lascia la CIA e diviene l'agente di punta del Supreme Headquarters International Espionage Law-enforcement Division (S.H.I.E.L.D.), agendo sotto il comando di una cabala composta da dodici individui misteriosi visti solo in collegamento video. Reclutato come suo secondo in comando il fido Dum Dum Dugan ed arruolati numerosi altri agenti conosciuti durante il periodo nella CIA, inclusa la Contessa Valentina Allegra de la Fontaine, grazie a Fury in breve tempo l'agenzia diviene la massima organizzazione di spionaggio dell'Universo Marvel, ed i suoi agenti collaborano costantemente con la comunità supereroistica e coi Vendicatori affrontando varie minacce soprannaturali e aliene nonché numerose organizzazioni terroristiche mondiali, prima tra tutte l'Hydra, fondata dal Barone Wolfgang von Strucker.
Dopo diversi anni tuttavia, Fury scopre l'Affare Deltite: ossia che centinaia di agenti dello S.H.I.E.L.D., tra cui anche i misteriosi alti vertici, sono stati rimpiazzati da sofisticati androidi Life Model Decoy Modello Delta (i Deltite) originariamente al servizio dell'Hydra e successivamente divenuti senzienti sebbene l'uomo riesca ad assemblare un gruppo di agenti fidati con cui esporre e distruggere i suddetti androidi, il conflitto provoca numerosi danni al personale (tra i caduti figura anche "Happy Sam" Sawyer, intanto divenuto generale) e alle infrastrutture dell'organizzazione che, di conseguenza, viene dapprima smantellata e successivamente ricostruita dallo stesso Fury con il nuovo acronimo di Strategic Hazard Intervention Espionage and Logistics Directorate di cui diviene, appunto, il direttore.
Tempo dopo il Punitore viene catturato e inviato in una struttura di massima sicurezza con una scorta dello S.H.I.E.L.D. ma, durante una sessione ipnotica con Doc Samson, un criminale noto come Spook interviene per condizionare il Punitore facendogli credere che Nick Fury sia responsabile per il massacro della sua famiglia; motivo per il quale quest'ultimo evade e, apparentemente, uccide Fury, che viene sepolto al cimitero di Arlington. Sebbene successivamente si scopre che il Nick Fury ucciso dal Punitore fosse in realtà un modello estremamente avanzato di Life Model Decoy.
Ritornato a ricoprire la posizione di direttore dello S.H.I.E.L.D., Fury organizza indipendentemente e senza alcuna autorizzazione una guerra segreta in Latveria arruolando supereroi come Capitan America, Wolverine, l'Uomo Ragno, Luke Cage, Devil, la Vedova Nera e la sua protetta, Daisy Johnson. Sebbene tale azione riesca ad evitare un massivo attacco agli Stati Uniti d'America programmato da Latveria per l'anno successivo, come conseguenza per il suo gesto Fury viene rimosso dal comando dello S.H.I.E.L.D. e gli subentra Maria Hill.

### Civil War
Nonostante la latitanza Fury continua ad offrire assistenza ai supereroi in quanto nella storia dello S.H.I.E.L.D. egli è il solo ad essere a conoscenza di oltre 28 strutture segrete complete di attrezzature spionistiche ed armerie; da lì comincia a indagare ed agire per interposta persona inizialmente tramite la Donna Ragno (Jessica Drew) e in seguito attraverso il Soldato d'Inverno (Bucky Burnes). Prima dello scoppio della guerra civile dei supereroi, solo i Nuovi Vendicatori sapevano di lui.
Durante il suddetto conflitto sostiene con la sua logistica i Vendicatori Segreti di Capitan America e, dopo l'arresto e la morte di quest'ultimo, Fury perde i contatti con Bucky e si rivolge a Falcon e alla dimissionaria dallo S.H.I.E.L.D. Sharon Carter.

### Secret Invasion
Nick Fury è il primo a scoprire l'invasione degli Skrull, uccidendo un alieno che si spaccia per la sua amante, la contessa Valentina Allegra de la Fontaine. Dopo aver avvisato dell'invasione aliena anche la sua "erede" all'agenzia, Maria Hill, le consiglia di utilizzare un Life Model Decoy, in quanto non avrebbe potuto più sapere di chi fidarsi. Successivamente istruisce Daisy Johnson affinché assembli un gruppo costituito dai figli di vari supereroi e supercriminali che battezza Secret Warriors: Alexander Aaron (Phobos), Sebastian Druid (Il Druido), Yo Yo Rodriguez (Slingshot), James Taylor "J. T." James (Hellfire) e Jerry Sledge (Stonewall) assieme ai quali affronta la minaccia aliena e successivamente un'intera armata di Super Skrull.
Al termine del conflitto sparisce poi nuovamente senza dire una parola.

Nick Fury, disegnato da Daniel Acuña.

### Secret Warriors
Fury continua ad addestrare i Secret Warriors anche dopo l'invasione Skrull, per formarli e farne degli eroi. Contemporaneamente, infiltrandosi in un database dello S.H.I.E.L.D. a Chicago, scopre che l'organizzazione era controllata dall'interno dall'Hydra anche prima che Norman Osborn ne assumesse il controllo ribattezzandola H.A.M.M.E.R.. Deciso a sgominare l'organizzazione terroristica, Nick riprende i contatti con Dum Dum Dugan, Gabe Jones e Jasper Sitwell, ricostituendo gli Howling Commandos per affrontare assieme ad essi e ai Secret Warriors, l'Hydra, nel frattempo alleatasi all'H.A.M.M.E.R., e Leviathan. Grazie anche all'assistenza di alcuni agenti rimastigli fedeli, tra cui la Vedova Nera, John Garrett e suo fratello Jake, Fury riesce a sconfiggere entrambe le organizzazioni terroriste e a uccidere l'eterno nemico, Wolfgang von Strucker.

### Ferite di guerra
Poco tempo dopo, Fury contatta il suo figlio segreto, Marcus Johnson, sergente dell'esercito americano che, tornato a casa dopo che sua madre viene assassinata nel corso dei fatti del periodo della paura, scopre di avere una taglia sulla testa messa dall'ultimo membro di Leviathan rimasto in vita: Victor Uvarov (Orion) desideroso di impossessarsi dell'Infinity Formula contenuta naturalmente nel suo DNA, motivo per cui Fury aveva sempre tenuto nascosto le sue origini al figlio. I due riescono a sconfiggere Orion, sebbene nella battaglia Marcus perda l'occhio sinistro; dopodiché il giovane afroamericano cambiato legalmente nome in Nick Fury Jr., si unisce allo S.H.I.E.L.D. assieme all'ex-commilitone "Cheese" Coulson.
Nick Fury Sr., invece, spiegando che non è rimasta più Infinity Formula, lascia il suo posto al figlio.

### Original Sin
Dopo l'omicidio di Uatu l'Osservatore, Fury si unisce al team che si occupa di investigare sull'accaduto assieme a Pantera Nera, Emma Frost, il Dottor Strange e il Punitore. Quando però viene decapitato da Bucky rivelandosi un Life Model Decoy, il suddetto gruppo è attirato in una stazione orbitante nello spazio dove il vero, e anziano, Nick Fury li accoglie in testa a un gruppo di LMD con le sue fattezze rivelando che, dal 1958, oltre ad occuparsi di stabilizzare il pianeta col suo lavoro nello spionaggio, ha vestito i panni dell'Uomo sul Muro (Man on the Wall) ergendosi a difesa della Terra contro minacce aliene di ogni tipo e commettendo regolarmente genocidi ai danni di intere civiltà. Nel corso degli anni l'Infinity Formula ha però progressivamente perso efficacia e l'uomo ha iniziato a invecchiare normalmente fingendo il contrario tramite una serie di LMD ma, ormai prossimo alla morte, decide di eleggere tra gli eroi lì presenti il suo successore; quando però Pantera Nera lo porta ad ammettere di aver assassinato lui Uatu ed essersi impossessato del suo occhio per proteggere le sue attività segrete, gli eroi lo assalgono dando inizio a una battaglia coi suoi LMD mentre lui, armato di esoscheletro, affronta Midas (detentore dell'altro occhio di Uatu) sulla superficie della Luna uccidendolo in un'esplosione in cui, apparentemente, perisce a sua volta.
Sopravvissuto, Fury viene punito dagli Osservatori, che lo condannano ad osservare in eterno la Terra senza poter più interferire in qualità di sostituto di Uatu: l'Invisibile (The Unseen).

## Poteri e abilità
Nick Fury è un grande esperto di combattimento corpo a corpo, un pugile categorizzato nei Pesi Massimi, una cintura nera di Tae Kwon Do e una cintura marrone di Jūjutsu che ha avuto come sparring partner perfino Capitan America. Superbo leader e stratega specializzato in tattica militare, ha servito nella seconda guerra mondiale, nella guerra di Corea e in Vietnam nonché in numerosi altri conflitti riportando sia l'addestramento dello U.S.Army come paracadutista, che quelli di ranger, Berretto Verde esperto di esplosivi e pilota di numerose tipologie di veicoli sia di terra che d'aria. È una delle migliori spie dell'Universo Marvel: è stato agente dell'Office of Strategic Services (OSS) e ufficiale di collegamento dell'MI5 (i servizi segreti britannici) nonché il direttore dello S.H.I.E.L.D.
Esperto nell'utilizzo sia delle armi da fuoco che delle armi bianche, nel corso della sua vita editoriale ha utilizzato diverse pistole: Calibro. 15, Colt M1911, Luger P08, 9 × 19 mm Parabellum, una Walther PPK semi-automatica modificata, l'Ingram MAC-10 e la classica Calibro. 45, nonché numerose armi fantascientifiche realizzate dagli scienziati dello S.H.I.E.L.D. o sequestrate a vari supercriminali. Si serve spesso di Life Model Decoy per simulare la sua morte e la sua uniforme è realizzata in kevlar anti proiettili con una fibra di beta cloth che lo rende resistente anche a temperature fino a 1,700 °F (930 °C).
Il suo elevato livello di sicurezza all'interno dello S.H.I.E.L.D. gli ha inoltre consentito di usufruire delle attrezzature dell'agenzia anche dopo l'essere stato rimosso dalla carica di direttore a seguito della Guerra Segreta.
Successivamente ad un graffio di Goose in prossimità dell'occhio sinistro,, Fury ha progressivamente perso il 95% della vista nell'occhio; cosa che si rivela spesso utile in missione poiché, dato che quasi nessuno sa che abbia ancora l'occhio in questione, per mimetizzarsi deve solo togliere la benda in quanto i suoi nemici cercano sempre un uomo con un occhio solo.
Nick Fury possiede inoltre una longevità soprannaturale indotta artificialmente dall'assunzione annuale dell'Infinity Formula, una sostanza che gli ha permesso di rallentare, se non addirittura cristallizzare, l'invecchiamento ma che, se dovesse smettere di assumere, annullerebbe gli effetti avuti sul suo corpo riportandolo alla sua età biologica ultracentenaria, uccidendolo. Nel corso degli anni ad ogni modo, l'Infinity Formula presente nel suo organismo si è progressivamente impoverita smettendo di funzionare.
Come Invisibile ha gli stessi poteri e abilità di Uatu.

## Altre versioni

### 1602
In 1602, Sir Nicholas Fury è il capo dello spionaggio della Regina Elisabetta I ed è assistito dal timido quanto impavido Peter Parker. Il suo personaggio è ispirato al vero capo delle spie di Elisabetta Sir Francis Walsingham.

### Amalgam
In Bruce Wayne: Agent of S.H.I.E.L.D. (1996) Nick Fury compare come colonnello in pensione dell'esercito a fianco del generale Frank Rock.

### Avataars: Patto dello Scudo
Nella miniserie Avataars, il reggente Nicholas e la sua squadra d'élite sono i protettori e lo "scudo" del trono di Avalon.

### Back in the USSA
Nel libro di Eugene Byrne e Kim Newman Back in the USSA, Fury è uno dei veterani di guerra che cospirano per prendere il potere negli Stati Socialisti Uniti d'America spodestando il presidente J. R. Ewing.

### Deadpool: il Mercenario Chiacchierone
In un numero della testata omonima Deadpool visita una realtà alternativa in stile Far West dove Nick Fury è lo sceriffo.

### House of M
Nella realtà di House of M, nonostante sia un semplice essere umano, Fury è stato risparmiato dalle persecuzioni ed è divenuto un addestratore di talenti per l'esercito, unicamente per venire poi ucciso a tradimento da uno dei suoi soldati, Earshot.

### Mangaverse
Nel Marvel Mangaverse, il direttore dello S.H.I.E.L.D. Nick Fury, scomparso misteriosamente e dato per morto, si scopre essere ancora vivo e aver inscenato la sua sparizione per organizzare, mosso dalla gelosia, un piano di sterminio rivolto contro il 99% della popolazione superumana.

### MAX

Edizione italiana della serie Marvel MAX Fury: Peacemaker.

Nick Fury compare in numerose trasposizioni Marvel MAX:
- Nella miniserie del 2002 Fury il personaggio è un veterano della guerra fredda esaurito, incapace di rapportarsi al mondo attuale ed eternamente in conflitto coi vecchi nemici di guerra e lo S.H.I.E.L.D., in questa versione dipinto come un'agenzia di tipo puramente burocratico.
- Tale versione compare nuovamente nella serie del 2006 Punisher Max, dove assolda Frank Castle per un'operazione di salvataggio in una base missilistica russa, scoprendo poi che tale missione era in realtà una copertura creata da un gruppo di generali per impadronirsi di un'arma biologica. Motivo per il quale aiuta poi Castle a rintracciare e uccidere i responsabili.
- Contemporaneamente viene tratteggiata un'ulteriore versione MAX del personaggio in Fury: Peacemaker, che lo vede nei panni di sergente durante la seconda guerra mondiale prima in addestramento e successivamente in missione con il neonato Special Air Service.
- Nel 2012 viene dedicata una nuova serie al Nick Fury MAX, ambientata durante la guerra in Vietnam e nella Baia dei Porci di Cuba.

### Marvel Zombi
Nella realtà di Marvel Zombi, Fury è il leader della resistenza che, tuttavia, finisce divorato dalla versione zombie dei Fantastici Quattro.

### Mutant X
Nella realtà di Mutant X, Fury è un megalomane violento posto a capo dell'organizzazione anti-mutanti denominata S.H.I.E.L.D.; l'uomo, oltre a odiare profondamente tutti i mutanti, è anche un capo brutale che non si fa scrupoli a uccidere i propri uomini qualora mettano in discussione i suoi ordini.

### Terra X
Nella miniserie Terra X, Nick Fury è deceduto tuttavia esistono vari Life Model Decoy con le sue sembianze.

### Transformers
Fury è comparso, assieme a Dum Dum Dugan, Peter Parker e Joe Robertson, in un numero della versione Marvel Comics dei Transformers.

### Ultimate Marvel
Nell'universo Ultimate, il generale Nick Fury è una figura molto significativa, che compare in quasi tutte le serie della testata, tra cui Ultimates, Ultimate X-Men e Ultimate Spider-Man, nel tipico ruolo di intermediario tra il governo e i supereroi, contribuendo anche a fondare gli Ultimates. Rispetto alla controparte classica nonostante la risolutezza e il carisma da leader che lo contraddistinguono restino invariate, vi sono alcune differenze radicali: è afroamericano (il suo aspetto è simile a quello di Samuel L. Jackson), è stato una delle prime cavie del Siero del Super Soldato ottenendo capacità fisiche sovrumane, ha subito l'asportazione del braccio destro rimpiazzandolo poi con una protesi cyberetica ed è realmente privo dell'occhio sinistro.

### Speciali
In una serie di speciali inediti in Italia il personaggio di Fury Jr. perde il suo occhio combattendo con un felino. Si scopre solo successivamente che quest'ultimo era un mutante alieno.

## Altri media

### Animazione
- Nick Fury compare nel film d'animazione Ultimate Avengers e nel suo sequel Ultimate Avengers 2, entrambi prodotti dai Marvel Studios e distribuiti direttamente in home video da Lions Gate Entertainment nel 2006.
- Fury compare nel film anime Iron Man: Rise of Technovore.[67]
- Il personaggio appare nel film anime Avengers Confidential: La Vedova Nera & Punisher.[68]

### Cinema

#### Progetti non realizzati
Stando alla sceneggiatura originale del film del 2007 I Fantastici 4 e Silver Surfer, il personaggio del generale Hager (Andre Braugher) avrebbe dovuto essere Nick Fury, tuttavia l'idea è stata abbandonata all'ultimo momento.

### Marvel Cinematic Universe
In concomitanza con lo sviluppo del franchise del Marvel Cinematic Universe, Samuel L. Jackson (sulle cui fattezze è basato l'aspetto della versione Ultimate del personaggio) è stato ingaggiato per interpretare il personaggio in nove film. In Iron Man (2008) compare nella scena dopo i titoli di coda, introducendo Tony Stark all'"Iniziativa Avengers", per poi comparire nei film successivi come reclutatore dei membri della futura squadra. In Agents of S.H.I.E.L.D. (2013-2020), Nick Fury compare in due occasioni nel corso della prima stagione della serie televisiva: la prima volta nel secondo episodio, lamentandosi poiché Coulson ha distrutto l'aereo assegnatogli per le sue missioni, e la seconda nel ventiduesimo, dove aiuta i protagonisti a sconfiggere John Garrett nominando successivamente Coulson suo successore alla carica di direttore dello S.H.I.E.L.D., con l'incarico di ricostruirlo dalle fondamenta. In Captain America: The Winter Soldier (2014) ha un ruolo nuovamente molto importante, fingendo la sua morte per far terminare la sua persecuzione da parte dell'Hydra, dopo aver scoperto che questa si è infiltrata nello S.H.I.E.L.D.; dopo aver ucciso Alexander Pierce, si reca in Europa per dare la caccia agli ultimi membri dell'organizzazione rimasti. In Avengers: Infinity War (2018) Fury compare nella scena dopo i titoli di coda, finendo per disintegrarsi dopo il Blip di Thanos, ma riesce appena in tempo ad attivare uno speciale cercapersone per chiedere l'intervento di Captain Marvel. Torna come personaggio principale in Captain Marvel (2019), ambientato nel 1995, dove da giovane incontra Carol Danvers, la quale lo avverte degli alieni mutaforma Skrull, guidati da Talos (che alla fine si scoprono non essere malvagi). Fury aiuta così Danvers e l'ex nemico Talos nella Guerra Kree-Skrull, perdendo un occhio nel corso della missione, causato accidentalmente dal gatto alieno Goose. Quando Danvers decide di lasciare la Terra per dare la caccia ai Kree, Fury dà inizio all'"Iniziativa Avengers" per proteggere il mondo dalle prossime minacce. In Avengers: Endgame (2019) Fury torna in vita grazie allo schiocco di Hulk. In Spider-Man: Far from Home (2019), Fury decide di reclutare (in quanto, essendo stato via per cinque anni, non sa a chi rivolgersi) Peter Parker / Spider-Man affinché collabori con Mysterio per fermare gli Elementali che stanno scatenando il caos in tutto il mondo, scoprendo in seguito la verità su Mysterio. Alla fine del film, si viene a sapere in realtà che il vero Fury è in vacanza nello spazio con Capitan Marvel, in quanto il Fury visto nel film non era altri che Talos, il capo degli Skrull. Nick Fury e Talos sono i protagonisti della miniserie televisiva Secret Invasion (2023).

### Televisione
- Fury compare in due episodi de Insuperabili X-Men, la prima volta in un cameo al fianco di G.W. Bridge e War Machine mentre guarda una conferenza anti-mutanti di Graydon Creed, e la seconda volta assieme agli Howling Commandos in un flashback ambientato durante la seconda guerra mondiale mentre soccorre Wolverine e Capitan America.
- Nick Fury è apparso in un episodio della serie animata del 1994 Iron Man.
- In nove episodi della serie animata Spider-Man - L'Uomo Ragno, Nick Fury compare in veste di direttore dello S.H.I.E.L.D., agenzia di sicurezza globale ribattezzata, nella versione in lingua italiana, "Lo Scudo".
- Nick Fury, interpretato da David Hasselhoff, è il protagonista dell'omonimo film TV, prodotto dalla 20th Century Fox nel 1998, diretto da Rod Hardy e scritto da David S. Goyer[74].
- In Spider-Man Unlimited, Fury fa una breve comparsa in un episodio.
- Il personaggio compare in sei episodi della serie del 2000 X-Men: Evolution. Tale trasposizione è l'ultima in cui Fury viene rappresentato come un bianco; in tutti gli adattamenti animati successivi viene difatti usata la versione afroamericana ispirata all'Ultimate.
- Fury compare in Wolverine e gli X-Men, curiosamente però, tale versione del personaggio ha la benda sull'occhio destro anziché sul sinistro.
- In Iron Man: Armored Adventures, Fury è un personaggio ricorrente.
- Il personaggio compare in Super Hero Squad Show.
- Fury è una presenza ricorrente in Avengers - I più potenti eroi della Terra, inizialmente direttore dello S.H.I.E.L.D., lascia in seguito tale posizione per investigare su un'imminente invasione Skrull[75].
- Nick Fury è una presenza fissa in Ultimate Spider-Man[76].
- Il personaggio compare in Avengers Assemble.
- Nick Fury compare in Phineas e Ferb: Missione Marvel[77].
- In Hulk e gli agenti S.M.A.S.H. compare Nick Fury.
- Nick Fury compare nell'anime Disk Wars: Avengers.

### Videogiochi
- Nick Fury compare come personaggio giocabile in The Punisher (1993).
- Nick Fury compare in The Punisher (2005).
- Nick Fury compare in I Fantastici 4.
- Nick Fury compare in X-Men Legends II: L'Era di Apocalisse.
- Nick Fury compare in Ultimate Spider-Man.
- Nick Fury compare come personaggio giocabile in Marvel: La Grande Alleanza
- Nick Fury compare in Spider-Man: Amici o nemici.
- Nick Fury compare in Spider-Man: Il regno delle ombre (versioni PS2, PSP e Nintendo DS).
- Nick Fury compare come personaggio giocabile in Marvel: La Grande Alleanza 2.
- Nick Fury compare in Iron Man 2.
- Nick Fury compare in Marvel vs. Capcom 3: Fate of Two Worlds.
- Nick Fury compare come personaggio giocabile in Marvel Super Hero Squad Online.
- Nick Fury compare in Marvel: Avengers Alliance.
- Nick Fury compare in Marvel: Avengers Alliance Tactics.
- Nick Fury compare in Marvel Heroes.
- Nick Fury compare come personaggio giocabile in Marvel Puzzle Quest.
- Nick Fury compare in Disney Infinity 2.0: Marvel Super Heroes.
- Nick Fury compare in Spider-Man Unlimited.
- Nick Fury compare in Disney Infinity 3.0.
- Nick Fury compare come personaggio giocabile in Marvel Future Fight.
- Nick Fury compare in Marvel Mighty Heroes.
- Nick Fury compare in LEGO Marvel's Avengers.
- Nick Fury compare in Marvel: La Grande Alleanza 3 - L'Ordine Nero.
- Nick Fury compare in Marvel's Avengers.